# SX-Window
SX-Windowとは、シャープ X68000シリーズ用のウィンドウシステム（デスクトップ環境）である。X68000シリーズにおける純正のGUIオペレーティングシステムに相当する。
1990年発売のEXPERT II/PRO II/SUPER HD以降の機種に標準添付されていたが、ソフトウェアのみのパッケージ販売もされていたため、標準添付されていない機種や旧バージョンを所有しているユーザーが別途購入して使用することができた。

## 概要
栃木県宇都宮市でマイコンショップ「BASIC HOUSE」を運営し、『Oh!MZ』/『Oh!X』誌の紙上通販の広告でもおなじみだった計測技研が開発を行った。マイコンショップ「BASIC HOUSE」はX68000の発売以前より、シャープの認定ディーラーとしてMZやX1などを取り扱う傍ら、AmigaやMacintoshなどMC68000系のパソコンも取り扱い、さらにこれらのパソコンの拡張ハードウェアやソフトウェアなどを独自開発して販売していたため、MC68000系パソコンにおけるソフトウェア開発に熟知していた。そしてなにより、X68000を開発していたシャープ矢板事業所（栃木県矢板市）からごく近いところに所在していた。
X68000は1986年の発売当初よりマウスを標準搭載しており、標準DOSのHuman68kにはマウス操作を前提とする「ビジュアルシェル」（「VS.X」）が標準搭載されていたが、文字通りシェルの役割しか持たなかった。「ビジュアルシェル」は一見するとGUI OSのようであったがウィンドウマネージャやオペレーティング環境としての機能は持っておらず。Human68k上で動作するアプリケーションランチャーあるいはファイラーに相当するものであり「ファインダー」内のアイコンをクリックしてアプリを起動するとビジュアルシェルは終了するようになっていた。
1990年にSX-Windowがリリースされたことにより、X68000において実用的なウィンドウシステムが利用できるようになった。
SX-Windowは、主にGUIのサービスを提供する「SXシステム」（「FSX.X」）と、疑似マルチタスクによる動作を提供する「SXシェル」（「SXWIN.X」）で構成されている。SXシステムの提供するサービス群は「SXコール」と呼ばれる。
SX-Windowは標準OSのHuman68kと協調して動作している。したがって、Human68kからみればSX-Windowは一プロセスに過ぎない。しかし「ビジュアルシェル」とは異なり、自プロセス内で各タスクを扱うことで、疑似マルチタスク環境を実現している。
Intel 80286を採用した同時期のパソコンでは、リニアに扱えるメモリのサイズは64KBまでで、それを超えるメモリ空間へのアクセスには「セグメント切り替え」と呼ばれる作業が必要となり、そのぶんプログラミングが面倒となって動作も遅くなったのに対し、メモリを理論上16MBまでリニアに扱えるMC68000を採用したX68000シリーズは、全てのメモリ（但しX68000では設計上最大12MBまでに留まる）をリニアに扱える「リニアアドレッシング」という構成であった。Human68k自身はバックグラウンドマルチタスクに留まり利用者にとってはシングルタスクと変わりはなく、Human68kのOSコールでは一つのアプリケーションが画面や空きメモリを自由に占有できた。これに対し、マルチタスクを前提とするSX-WindowのSXコールにおいては、疑似マルチタスクシステムを破壊するような行為は禁止されており、そのような自由さはなかった。他のタスクに影響が出ないよう空きメモリは自由に占有できず、表示はアプリケーション固有のウィンドウ内にしか行えなかった。
SX-Windowが提供するウィンドウマネージャを利用して表示を行い、イベントドリブン型のプログラムにするなどといった制限を守りさえすれば、SXコールを使って比較的簡単にアプリケーションの構築が可能になっていた。
SX-Windowは1990年当時のWindows 3.1やMacOS「漢字Talk 6.0.x」と同様、イベントドリブンによるマルチタスクである。タスクの切り替えをOSが担当するタイムスライシング型（プリエンプティブマルチタスク）ではなかった。後年にリリースされたハードウェアと比較してX68000は処理能力が高くなかったため、1990年当時においては正しい選択だったと『SX-WINDOW Ver 3.1開発キット』（1995年）では評価されている。
システムコール（SXコール）は、CPUに同じMC68000を使用するMac OSのシステムコールとかなり似ており、有志の開発者がMac OS用のアプリを移植しやすいように『Oh!X』誌などによって解析なども行われた。画面のデザイン、配色などはNeXTSTEPに近いイメージで作られていた。
画面モードはX68000の高解像モードである768×512ドット（モニタに表示しきれない部分をスクロールさせることで実画面1024×1024として使用可能）の16色が使われていたが、1993年発売のX68030に合わせてリリースされたSX-Window Ver.3よりグラフィックウィンドウ（「GRW.X」）導入によって最大512×512ドット、65536色を出せるようになった。これはGUI部分をテキスト画面で描画し、グラフィック部をグラフィック画面でウィンドウを描画しているところに、従来はテキストグラフィック双方の解像度を合わせてグラフィック部分も16色に制限されていたものを、テキスト画面とグラフィック画面の画面モードを変えて重ねることでグラフィックウィンドウ内部のみを65536色モードに変えることが可能になった。X68000の持つCRTCの柔軟さが生かされている。
ファイルシステムはHuman68kと同一である。Mac OSでは、既存のOSファイルシステムの互換性を保ったままウィンドウシステムを実現するために、データ本体のファイル（「データフォーク」）とは別にアイコンやウィンドウの形状を定義する「リソース」のファイル（「リソースフォーク」）を別個に持つ方式を取っていたが、SX-Windowにおいてはリソースはファイルとして持つ（1つのバイナリの内部にデータとリソースを分割して保持している）方式を採用していたので、データファイルは純粋にデータファイルのままであった。
1994年にリリースされたVer3.1が最終バージョンである。SX-WindowおよびHuman68kは2000年に「NIFTY-Serve」の「シャープ・プロダクツ・ユーザーズ・フォーラム」においてフリーウェアとして公開され、NIFTY-Serveの閉鎖後は有志のホームページにおいて再配布されている。無償公開版では「シャーペン.X」のコンソール機能や標準搭載のゲーム「ピンボール.X」は「削除」されている。

## 評価
CPUにMC68000 10MHz、標準搭載メモリ2MBという、1990年当時のX68000のスペックでは動作が遅く、快適に使用できるとは言い難かった。1991年にCPUが16MHzに高速化された「X68000 XVI」が発売されてある程度は改善されたとはいえそれでも軽快とは言い難く、低い評価を下すユーザーも一定数いた。有志が作成しフリーウェアとして公開されたウィンドウシステムであるKO-Windowの方が動作が軽快で、こちらを愛用する者も少なくなかった。
またユーザーが自分でソフトを製作してパソコン通信で配布するなどの動きがあり、使い勝手は次第に向上したものの、対応アプリケーションの不足により実用性は低いとみなされていた。但し「シャーペン」に惚れ込んだ一部の『Oh!X』誌のライターの中には1995年当時のWindowsや漢字Talkと比べて優位性を主張する者もいた。

## ソフトウェア
対応ソフトウェアは、シャープからもサードパーティからもほとんど出なかった。
標準搭載の文書の編集ソフトとして、ver1.0より「ノート」、ver1.1より「エディタ」が搭載されていたが、エディタとしてはHuman68kに標準搭載されていた「ED.X」の方が軽快で、ワープロソフトとしてはHuman68kの「wp.x」（XVI以前に標準搭載されていたワープロ）の方が高機能だった。1993年発売のX68030に合わせてリリースされたSX-Window Ver.3.0以降、これに代わって「シャーペン」（「シャーペン .X」）という強力なカスタマイズ性と機能を持つテキストエディタが付属するようになった。これは『Oh!X』誌で「MicroEMACS」（UNIXの有名エディターであるEMACSをX68000に移植したもの）と比較されるほどの高い評価を受けた。定義ファイルと内外コマンドによって、エディタ、ワープロ、コンソールウィンドウと形態を変える事ができる。1994年にはver3.1の発売に合わせてシャープによって「シャーペンカスタマイズコンテスト」も行われ、ユーザー独自の定義ファイル、外部コマンドが応募された。それらの中で優れたものは公式ユーザークラブ「EXEクラブ」の会員向け情報誌で配布されたり「ソフトベンダーTAKERU」で販売されたりした。シャーペンの文書ファイルはテキスト部と装飾部に分かれ、装飾部を外すだけで即テキストファイル化が可能であった。装飾部はテキストの最後にEOFコードが付きその後にバイナリで付加される。イメージを貼り付けた場合は、テキスト部で該当する所には「絵」という文字が挿入される。
市販の商用ソフトウェアはシャープと計測技研が主なベンダーである。シャープ純正ソフトウェアとしては、グラフィックソフトウェアの「Easypaint SX-68K」（1991年発売）などがある。65536色の表示が可能なことがウリであったX68000で16色のドット絵を製作するソフトである。商用アプリケーションは末期の1994年頃にワープロソフト「EGWORD SX-68K」、DTPソフト『X DTP SX-68k』、DTMソフトの『MUSIC SX-68K』などが供給されるようになった。X68000の企画に携わった元シャープ矢板事業所の佐々木毅によると、X68000用ソフトはすべてシャープで開発していたが、SX-Window用ソフトの開発はMac OS用のアプリをベースにX68用に書き換えることで対応してもらったとのこと。計測技研からは、『SX-広辞苑』や『SX-PhotoGallery』（フォトCDビューワー）などのほか、『シャーペン ワープロパック』がリリースされた。これはシャーペンをDTP志向のワープロにパワーアップするキットで、プリンター用ドライバを同梱し縦書きにも対応していることから、シャーペン1本で年賀状すら作成できるようになるので、評判が良かった。
市販のゲームソフトとしては、『倉庫番リベンジ SX-68K ユーザー逆襲編』（開発・シンキングラビット、発売・シャープ）、『シムアント』、『シムアース』（以上2作、開発/発売・イマジニア）の3作が知られている。
一方で、もともとX68000では有志によるソフトウェアの開発が盛んであり、大手パソコン通信サービス「NIFTY-Serve」や草の根BBS「Network-SX NG」などを通じて有志の制作したSX-Window用のプログラムが盛んに配布されていた。開発環境として、シャープ純正の開発環境である「WorkRoom SX-68K」が存在したが、これはVer.2.0までしかサポートしなかった上に機能が低かったことから、有志がGNU C Compiler（GCC）をSX-Window用の特殊機能を追加したうえで移植し、こちらの方が高機能だったので良く使われた。1995年には主要な開発環境やユーザー開発のソフトウェアなどをCD-ROMに収録した、SX-Window用の開発環境の集大成ともいえる『SX-WINDOW ver.3.1開発キット』が発売された。
「目玉」（xeyes）など、X Window Systemのアプリケーションも有志によって盛んに移植されている。

## バージョン履歴
- 1990年4月 SX-Windows ver.1.0 - 初代。CPU 10MHz・メモリ 2MBのX68000 SUPERには荷が重かった。 市販版は6800円。
- 1991年4月 SX-Windows ver.1.10 - X68000 XVIの発売に合わせて登場。サブウィンドウ機能の搭載や印刷機能への対応など。 XVIはCPUが16MHzと高速化されていたため、動作の遅さは幾分軽減された。市販パッケージ版は9800円。
- 1992年3月 SX-Windows ver.2.0 - X68000 XVI Compactの発売に合わせて登場。アウトラインフォントの採用、デスクトップを広く使える「実画面モード」の採用など。市販版は12800円。
- 1993年4月 SX-Windows ver.3.0 - X68030の発売に合わせて登場。「シャーペン.X」が付属。市販版は19800円。
- 1994年5月 SX-Windows ver.3.1 - 「シャーペン.X」にコンソールモードを追加するなど、「シャーペン.X」の強化がメイン。市販版は22800円。
- 2000年4月 SX-Windows ver.3.1 無償公開版 - 一部のソフトや機能が削除されている。

## 参照
1. ↑  『SX-WINDOW Ver 3.1開発キット』、p.5、1995年、ソフトバンク株式会社
2. ↑  『Oh!X』1991年1月号、p.69
3. ↑  南アフリカからOSを調達するぞ！ (1/3) - ASCII.jp
4. ↑  『Oh!X』p.20、1995年6月
5. ↑  『Oh!X』p.47、1993年5月
6. ↑  (1) トロンは何故それ以上開発せず、普及もしなかったのでしょうか？（私見ですが）OSとしてはかなり優れていると思うのですがに対するSasaki Tsuyoshiさんの回答 - Quora
7. ↑  日経クロステック（xTECH） (2006年7月21日). “［NETWORK博物館］NeXT Cube（1988年）”. 日経クロステック（xTECH）. 2025年2月14日閲覧。
8. ↑  “CMC 大阪大学サイバーメディアセンター » 沿革”. 2025年2月14日閲覧。